# Baek Nam-Ryong
Baek Nam-Ryong, né en 1949, est un écrivain nord-coréen.
Il est l'auteur d'une vingtaine de livres. Son roman Des amis (1988) est le premier roman nord-coréen traduit en français,,.